# Juan Holgado
Juan Holgado (n. 16 aprilie 1968, Dierdorf, Renania-Palatinat, Germania) este un arcaș ce a reprezentat Spania, medaliat olimpic. A participat la două ediții ale Jocurilor Olimpice (1988, 1992) în care a câștigat o medalie de aur.

## Participări
Lista de mai jos prezintă principalele competiții la care a participat Juan Holgado de-a lungul carierei.
- archery at the 1992 Summer Olympics – men's team[*]